# Pedro Fernando da Áustria
Pedro Fernando da Áustria-Toscana (nome completo em alemão: Peter Ferdinand Salvator Karl Ludwig Maria Joseph Leopold Anton Rupert Pius Pancraz von Habsburg-Lothringen; (Salzburgo, 12 de maio de 1874 – St. Gilgen, 8 de novembro de 1948) foi um príncipe da Toscana, arquiduque da Áustria e comandante do Exército Austro-Húngaro durante a Primeira Guerra Mundial.

## Família
Pedro Fernando foi o quarto filho e o terceiro filho mais velho de Fernando IV, grão-duque da Toscana, e de sua esposa Alice de Parma. Seus dois irmãos mais velhos casaram-se morganaticamente. Embora seu pai tenha mantido o título de grão-duque da Toscana após a abolição do grão-ducado em 1860, ele abdicou do mesmo em favor do imperador da Áustria em 1870. Pedro Fernando nunca reivindicou o título de grão-duque. O ex-primeiro-ministro da Saxônia e posteriormente Ministro Imperial e da Casa, Beust, declarou:
A família grão-ducal da Toscana perdeu seus direitos soberanos como consequência de eventos políticos. Este ramo da família imperial austríaca está, portanto, naturalmente subordinado aos direitos e deveres de todos os demais membros da família imperial. Os Grão-Duques Leopoldo e Fernando, bem como seus irmãos mais conhecidos, devem doravante ser considerados apenas como Arquiduques da Áustria e tratados conforme o Estatuto da Alta Nobreza de 3 de fevereiro de 1839.

## Vida

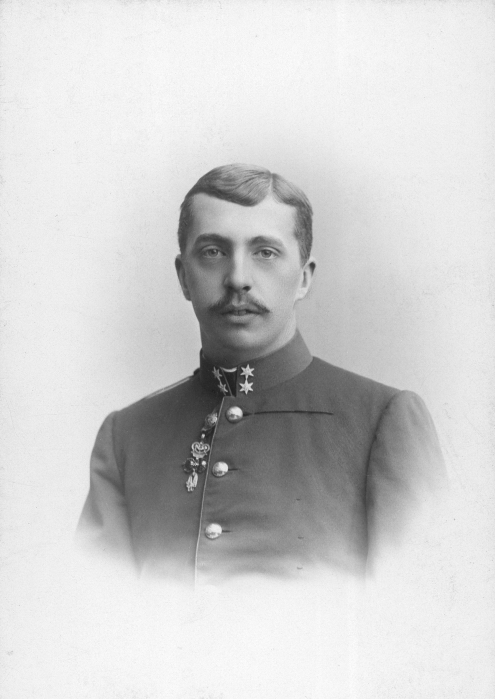
Pedro Fernando

Pedro Fernando teve uma carreira militar. Em 1908, era coronel; em 1911, foi promovido a major-general; e em 23 de abril de 1914, alcançou o posto de Feldmarschall-Leutnant (tenente-marechal de campo). No início da Primeira Guerra Mundial, em agosto de 1914, comandava a 25ª Divisão de Infantaria, com a qual combateu contra a Rússia na Galícia e no sul da Polônia, como parte do II Corpo de Exército Austro-Húngaro. O general Moritz von Auffenberg posteriormente atribuiu às ações de Pedro Fernando a responsabilidade por ter impedido o cerco de todo o 5º Exército russo durante a Batalha de Komarów (1914). Em junho de 1915, Pedro Fernando foi destituído do comando, sendo a 25ª Divisão assumida pelo major-general Joseph Poleschensky.
Em 17 de abril de 1917, foi reintegrado e, como General da Infantaria, recebeu o comando de um corpo de exército na frente italiana. Suas tropas inicialmente defenderam a cordilheira de Ortler e, posteriormente, protegeram o flanco do 14º Exército Alemão durante seu avanço na Batalha de Caporetto. Em 15 de agosto de 1918, seu corpo de exército, então estacionado no Trentino, foi renomeado como V Corpo de Exército. A partir de 26 de outubro de 1918, nos últimos dias da guerra, comandou o 10º Exército no Trentino em nome do Marechal de Campo Alexander von Krobatin.

## Casamento e descendência

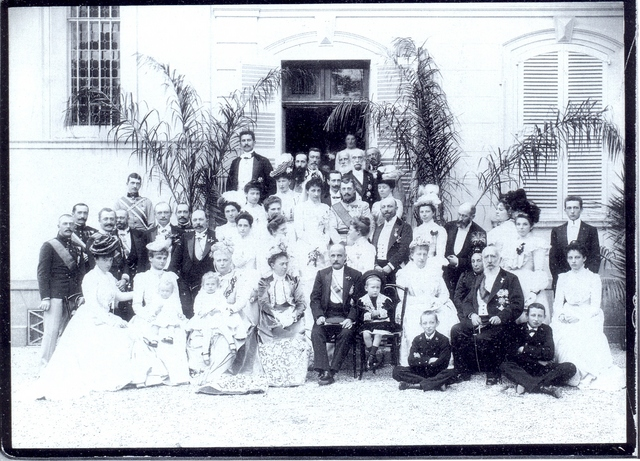
Casamento de Pedro Fernando de Lorena, Príncipe da Toscana, com Maria Cristina de Bourbon, Princesa das Duas Sicílias

Pedro Fernando casou-se com a princesa Maria Cristina de Bourbon-Duas Sicílias, filha do príncipe Afonso, Conde de Caserta, e de sua esposa, a princesa Maria Antonieta das Duas Sicílias, em 8 de novembro de 1900, em Cannes, França. O casal teve três filhos:
1. Godofredo da Áustria (14 de março de 1902 – 21 de janeiro de 1984), assumiu o título do pai apesar da abdicação de seu avô, Fernando IV da Toscana, em 1870. Foi marido da princesa Doroteia Teresa Maria da Baviera, com quem teve quatro filhos;
2. Helena da Áustria (30 de outubro de 1903 – 8 de setembro de 1924), foi a primeira esposa de Filipe Alberto, Duque Hereditário de Württemberg, com quem teve uma filha, Maria Cristina;
3. Jorge da Áustria (22 de agosto de 1905 – 21 de março de 1952), foi marido da condessa Maria Valéria de Waldburg-Zeil-Hohenems, com quem teve nove filhos;
4. Rosa da Áustria (22 de setembro de 1906 – 17 de setembro de 1983), foi esposa do viúvo de sua irmã, Helena, o duque Filipe Alberto, com quem teve seis filhos.